# 伊藤哲司
伊藤 哲司（いとう てつじ、1964年5月19日 - ）は、日本の心理学者、茨城大学教授。

## 略歴・人物
愛知県生まれ。1983年愛知県立千種高等学校卒業。1987年名古屋大学文学部哲学科心理学専攻卒業。1993年同大学院文学研究科満期退学、茨城大学人文学部講師。1996年助教授、2006年教授（専攻：社会心理学）。1995年名古屋大学博士（心理学）（大学時代はラグビー部に所属）。1998 - 1999年文部省在外研究員としてベトナム・ハノイに滞在。大学教育センター副センター長。

## 著書
- 『常識を疑ってみる心理学 モノの見方のパラダイム変革』北樹出版　2000
- 『ハノイの路地のエスノグラフィー 関わりながら識る異文化の生活世界』ナカニシヤ出版　2001
- 『心理学者が考えた「心のノート」逆活用法』高文研　2004
- 『ベトナム 不思議な魅力の人々 アジアの心理学者アジアの人々と出会い語らう』北大路書房　2004
- 『非暴力で世界に関わる方法 心理学者は問いかける』北大路書房・北大路ブックレット 2006
- 『みるきくしらべるかくかんがえる 対話としての質的研究』北樹出版　2009

## 共編著
- 『心理学におけるフィールド研究の現場』尾見康博共編著　北大路書房　2001
- 『アジア映画をアジアの人々と愉しむ 円卓シネマが紡ぎだす新しい対話の世界』山本登志哉共編著　北大路書房　2005
- 『動きながら識る、関わりながら考える 心理学における質的研究の実践』能智正博、田中共子共編　ナカニシヤ出版　2005
- 『これほどまでに不登校・ひきこもりを生み出す社会とは何なのか?』中原恵人共著　北大路書房・北大路ブックレット 2008
- 『サステイナビリティ学をつくる 持続可能な地球・社会・人間システムを目指して』三村信男、田村誠、佐藤嘉則共編　新曜社　2008
- 『往復書簡・学校を語りなおす 「学び、遊び、逸れていく」ために』山崎一希共著　新曜社　2009
- 『「渦中」の心理学へ 往復書簡心理学を語りなおす』浜田寿美男共著　新曜社　2010
- 『この世とあの世のイメージ 描画のフォーク心理学』やまだようこ編 加藤義信,戸田有一共著　新曜社　2010
- 『日韓傷ついた関係の修復 円卓シネマが紡ぎだす新しい対話の世界 2』山本登志哉共編著　北大路書房　2011